# Чайка Олексій Омелянович
Олексій Омелянович Чайка (4 грудня 1923, Манжелія — 9 серпня 1983, Київ, Українська РСР) — радянський офіцер, Герой Радянського Союзу, в роки німецько-радянської війни розвідник-коригувальник батареї 78-го гвардійського стрілецького полку 25-ї гвардійської Червонопрапорної Синельниківської стрілецької дивізії 6-ї армії Південно-Західного фронту, гвардії сержант.

## Біографія
Народився 4 грудня 1923 року в селі Манжелії (тепер Глобинського району Полтавської області) в селянській родині. Українець. Член КПРС з 1943 року. У 1938 році закінчив сім класів середньої школи. Працював радистом-кіномеханіком при будинку відпочинку Московського військового округу в Криму.
У 1941 році призваний до лав Червоної Армії. У боях німецько-радянської війни з серпня 1941 року. Відзначився в боях на плацдармі в районі села Військового Солонянського району Дніпропетровської області. 26 вересня 1943 року за його цілевказівки батарея успішно придушила вогневі точки ворога, забезпечивши просування стрілецьких підрозділів.
Указом Президії Верховної Ради СРСР від 22 лютого 1944 року за мужність і відвагу, проявлені при форсуванні Дніпра і утриманні плацдарму гвардії сержантові Олексію Омеляновичу Чайці присвоєне звання Героя Радянського Союзу з врученням ордена Леніна і медалі «Золота Зірка» (№ 2670).
| Надгробок         |
| меморіальна дошка |

Після закінчення війни продовжив службу в армії. У 1956 році закінчив Московську Військово-політичну академію імені В. І. Леніна. З 1964 року полковник О. О. Чайка — у запасі. Працював начальником відділу кадрів об'єднання «Укрцентр-Спецавтоматика». Жив у Києві. Помер 9 серпня 1983 року. Похований у Києві на Лук'янівському військовому кладовищі.

## Нагороди
Нагороджений орденом Леніна, орденом Червоного Прапора, орденом Червоної Зірки, медалями.

## Вшанування пам'яті
В місті Судаці, на будівлі кінозалу військового санаторію, де працював Олексій Чайка, йому встановлено меморіальну дошку.